# Переобучение

Рис 1. Зелёная разделительная линия показывает переобученную модель, а чёрная линия — адекватно обученную. Хотя зелёная линия лучше соответствует образцам, по которым проходило обучение, классификация по зелёной линии очень зависит от конкретных данных, и скорее всего новые данные будут плохо соответствовать классификации по зелёной линии и лучше — классификации по чёрной линии.

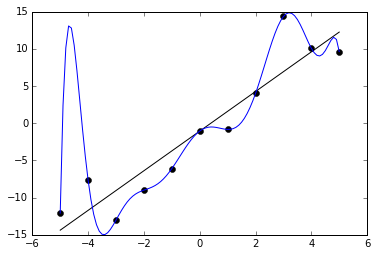
Рис 2. Сигнал с шумом (близкий к линейному) аппроксимируется линейной функцией и полиномом. Хотя полином гарантирует идеальное совпадение, линейная аппроксимация лучше генерализирует закономерность и будет давать лучшие предсказания.

Переобучение (переподгонка, пере- в значении «слишком», англ. overfitting) в машинном обучении и статистике — явление, когда построенная модель хорошо объясняет примеры из обучающей выборки, но относительно плохо работает на примерах, не участвовавших в обучении (на примерах из тестовой выборки).
Это связано с тем, что при построении модели («в процессе обучения») в обучающей выборке обнаруживаются некоторые случайные закономерности, которые отсутствуют в генеральной совокупности.
Иными словами, модель запоминает огромное количество всех возможных примеров вместо того, чтобы научиться подмечать особенности.
Даже тогда, когда обученная модель не имеет чрезмерного количества параметров, можно ожидать, что эффективность её на новых данных будет ниже, чем на данных, использовавшихся для обучения. В частности, значение коэффициента детерминации будет сокращаться по сравнению с исходными данными обучения.
Способы борьбы с переобучением зависят от метода моделирования и способа построения модели. Например, если строится дерево принятия решений, то можно обрезать некоторые его ветки в процессе построения.

## Методы предотвращения переобучения
Для того, чтобы избежать чрезмерной подгонки, необходимо использовать дополнительные методы, например:
- перекрёстная проверка,
- регуляризация (математика),
- ранняя остановка,
- вербализация нейронных сетей,
- априорная вероятность,
- байесовское сравнение моделей (англ. bayesian model comparison),

которые могут указать, когда дальнейшее обучение больше не ведёт к улучшению оценок параметров. В основе этих методов лежит явное ограничение на сложность моделей, или проверка способности модели к обобщению путём оценки её эффективности на множестве данных, не использовавшихся для обучения и считающихся приближением к реальным данным, к которым модель будет применяться.